# Gromnik
Gromnik è un comune rurale polacco del distretto di Tarnów, nel voivodato della Piccola Polonia.
Ricopre una superficie di 69,81 km² e nel 2006 contava 8 647 abitanti.